# اپوزیسیون بلاروس

پرچم سابق جمهوری بلاروس از سال ۱۹۹۱ تا ۱۹۹۵، همچنین به عنوان پرچم رسمی جمهوری دموکراتیک بلاروس (۱۹۱۸)، در حال حاضر توسط گروه‌ها و افراد مختلف مخالف استفاده می‌شود.

اپوزیسیون بلاروس (به انگلیسی: Belarusian opposition) متشکل از گروه‌ها و افرادی در بلاروس است که از سال ۱۹۸۸ تا ۱۹۹۱ ابتدا مقامات بلاروس شوروی و از سال ۱۹۹۵ به دنبال به چالش کشیدن رهبر این کشور الکساندر لوکاشنکو (متحد با ولادیمیر پوتین) هستند که حامیان جنبش اغلب او را دیکتاتور می‌دانند. حامیان جنبش تمایل دارند دموکراسی پارلمانی مبتنی بر مدل غربی، با آزادی بیان و کثرت گرایی سیاسی و مذهبی را دعوت کنند.